# 新疆维吾尔自治区库车监狱
新疆维吾尔自治区库车监狱是位于新疆维吾尔自治区阿克苏地区库车县的一所监狱，隶属于新疆维吾尔自治区司法厅监狱管理局。所在区域以“库车监狱”之名列为库车县的一个类似乡级单位。

## 行政区划
下辖以下地区：虚拟监狱村。